# Echinopsis terscheckii
Echinopsis terscheckii es un cactus columnar de Sudamérica. Se destaca por ser el miembro de éste género con mayor tamaño, y por su notable similitud en cuanto a hábito con el saguaro, del Desierto de Sonora. No obstante, tanto en su estructura interna como floral, E. terscheckii y Carnegiea gigantea son distintos.

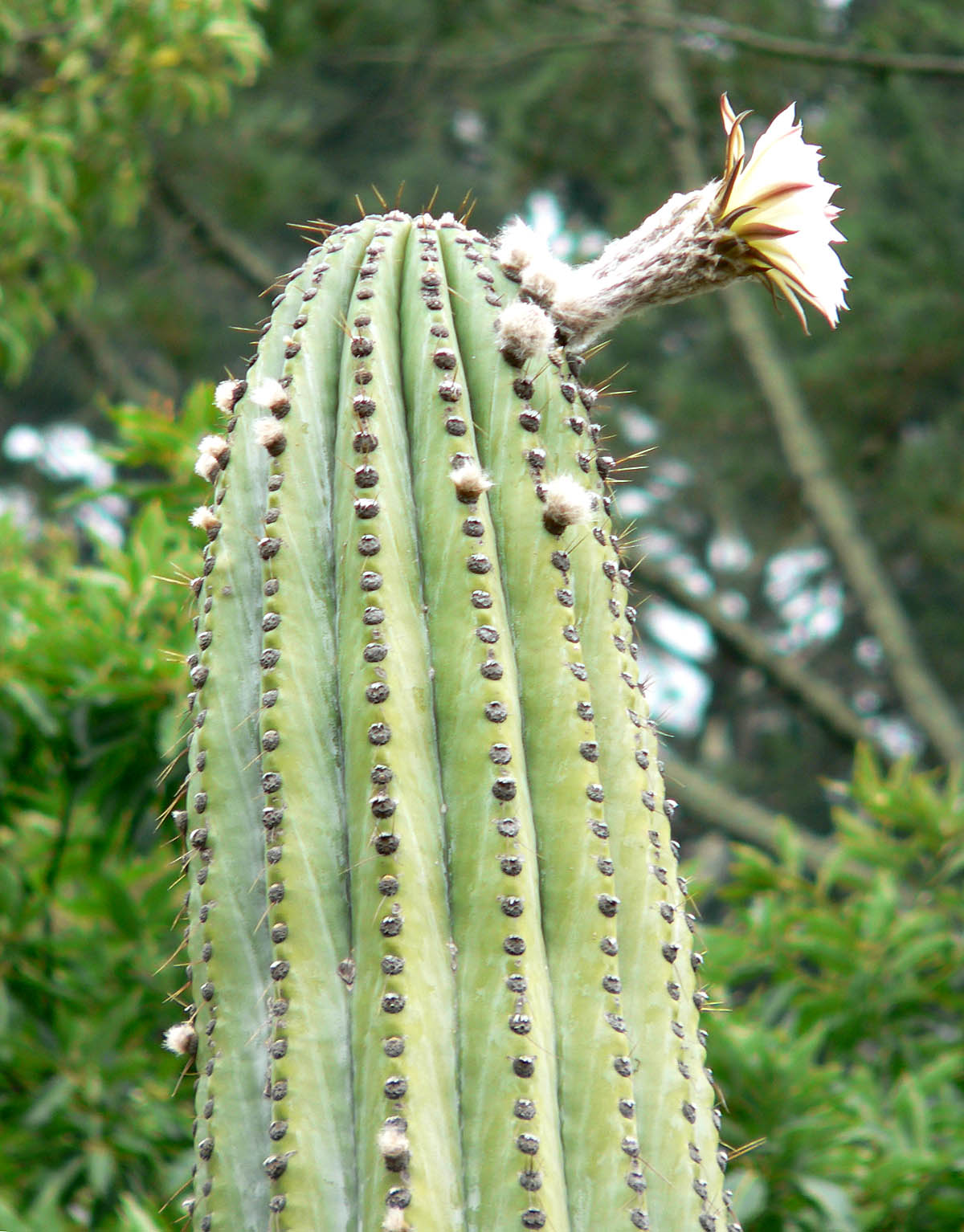
Planta con flor

## Distribución y hábitat
Su lugar de origen es en el sur de Bolivia y noroeste de Argentina.
Muy resistente a la aridez extrema, crece entre los 700 y los 1.500 m s. n. m. Habita a una temperatura media mínima de 10 °C, al pleno sol y requiere poca agua y buen drenaje.

## Descripción
Cacto arborescente, ramificado, muy robusto, de hasta 12 m de alto. Las ramas cilíndricas, carnosas, verde claras, de 10-20 cm de diámetro, con 8-14 costillas. Espinas amarillentas de 2-8 cm de largo, una central, a veces ausente, y de 8-15 radiales. Flores blancas de 15-20 cm de longitud, con forma de embudo, de apertura nocturna; pericarpelos y tubo floral con densos pelos axilares. El fruto es una baya carnosa de 4 cm de diámetro, amarillenta, cuya pulpa dulce encierra abundantes semillas castañas.

## Taxonomía
Echinopsis terscheckii fue descrita por (Britton & Rose) H.Friedrich & G.D.Rowley y publicado en International Organization for Succulent Plant Study Bulletin 3(3): 98. 1974.
Etimología
Ver: Echinopsis
terscheckii epíteto otorgado en honor de Carl Adolph Terscheck jardinero del Palacio japonés en Dresde.
Sinonimia
- Cereus terscheckii Parm. ex Pfeiff.
- Echinopsis terscheckii var. montana (Backeb.) K.Friedrich & G.D.Rowley
- Pilocereus terschenckii (Parm. ex Pfeiff.) Rumpler ex Pfeiff.
- Trichocereus terscheckii (Parm. ex Pfeiff.) Britton & Rose[4]

## Importancia económica y cultural

### Estudios farmacológicos
Un estudio que utilizó análisis de cromatografía de gases (GC) reveló nueve alcaloides de feniletilamina identificados: 2-feniletilamina, tiramina, hordenina, 3,4-dimetoxifenetilamina, N-metiltiramina, mescalina, tricocereína, N-metilmescalina y N-acetilmescalina.

## Cultivo
Se multiplica mediante semilla, de crecimiento lento, o mediante esqueje.

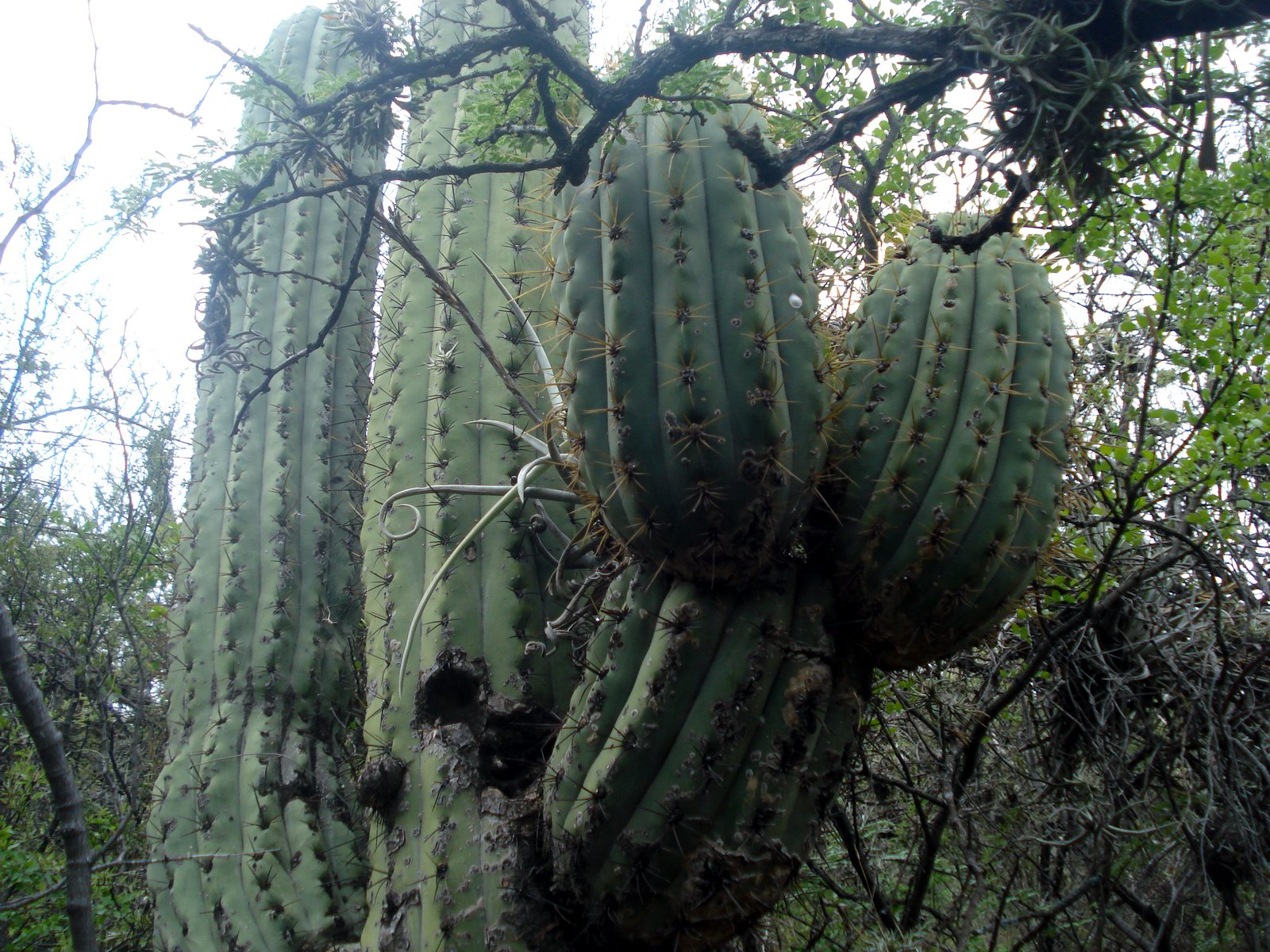
Aspecto general
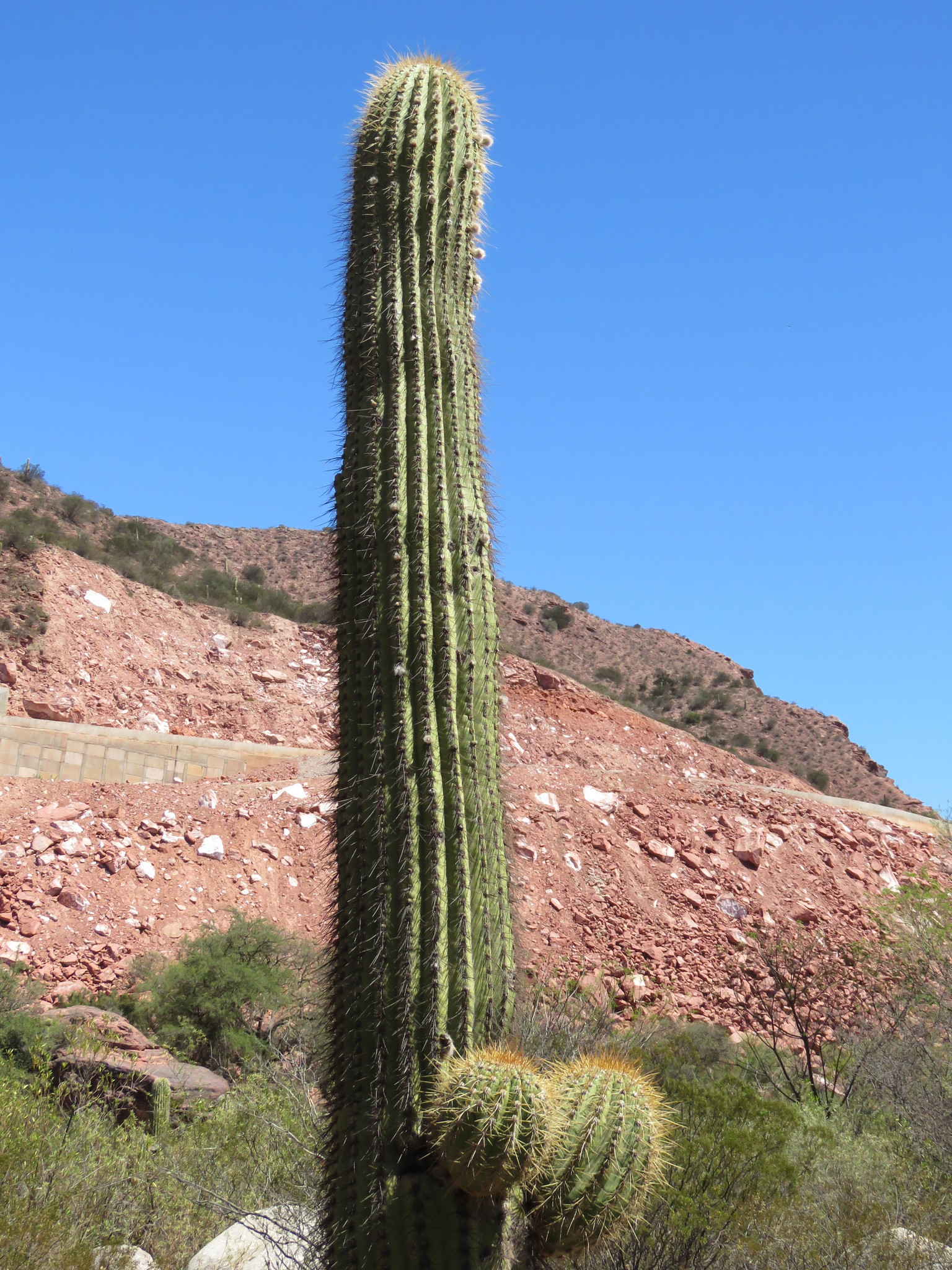
Aspecto general
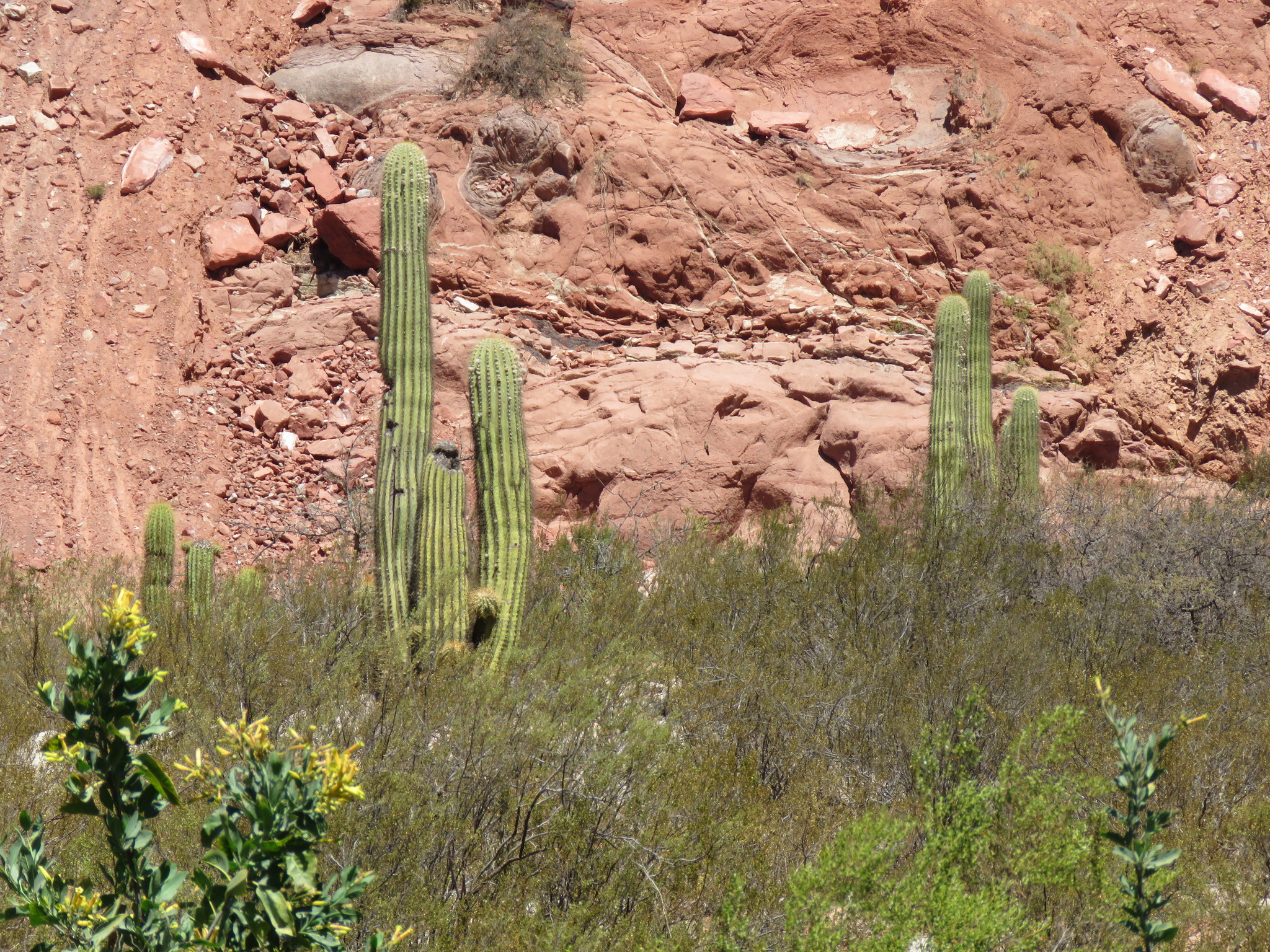
Aspecto general
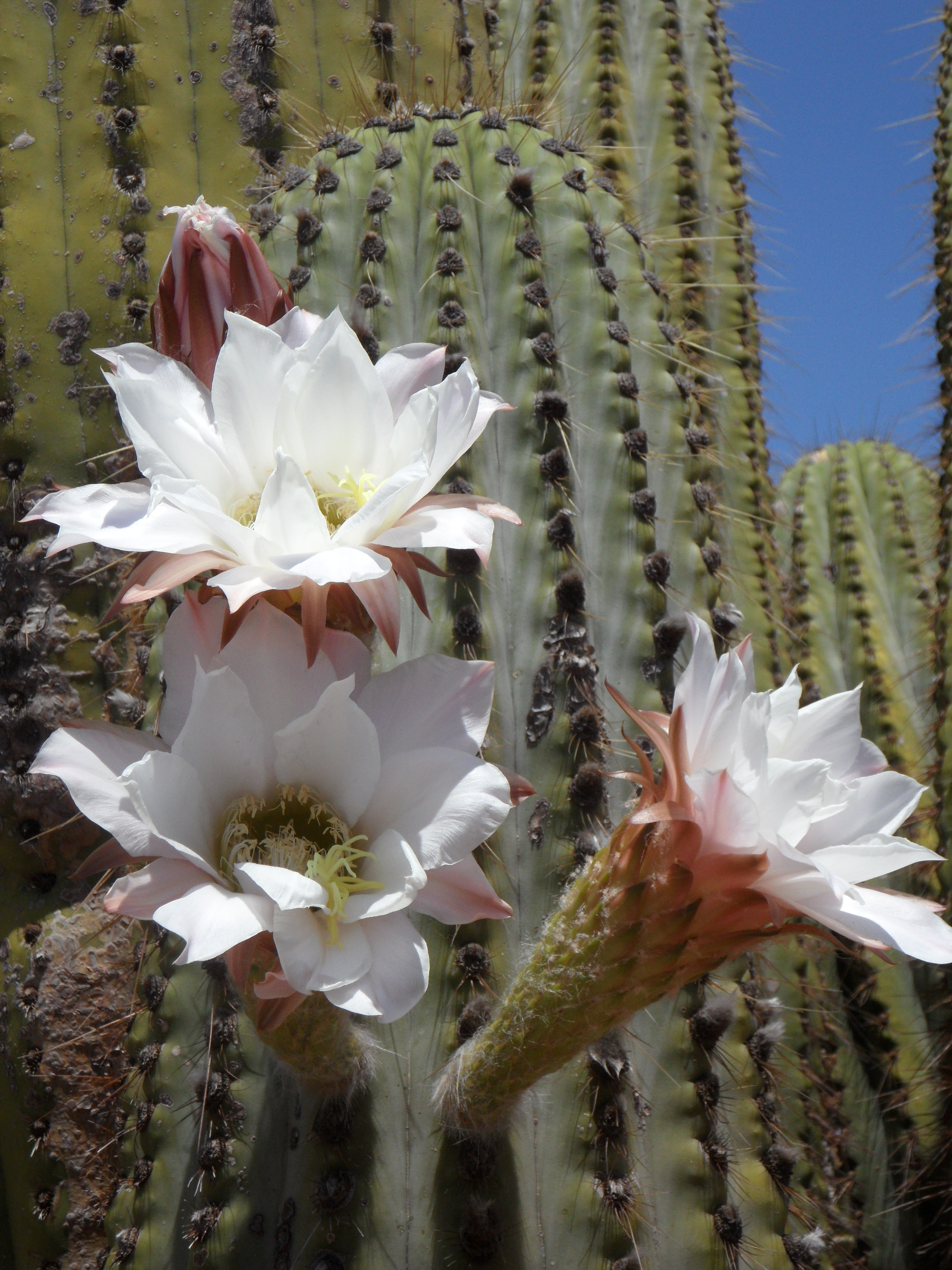
Flores
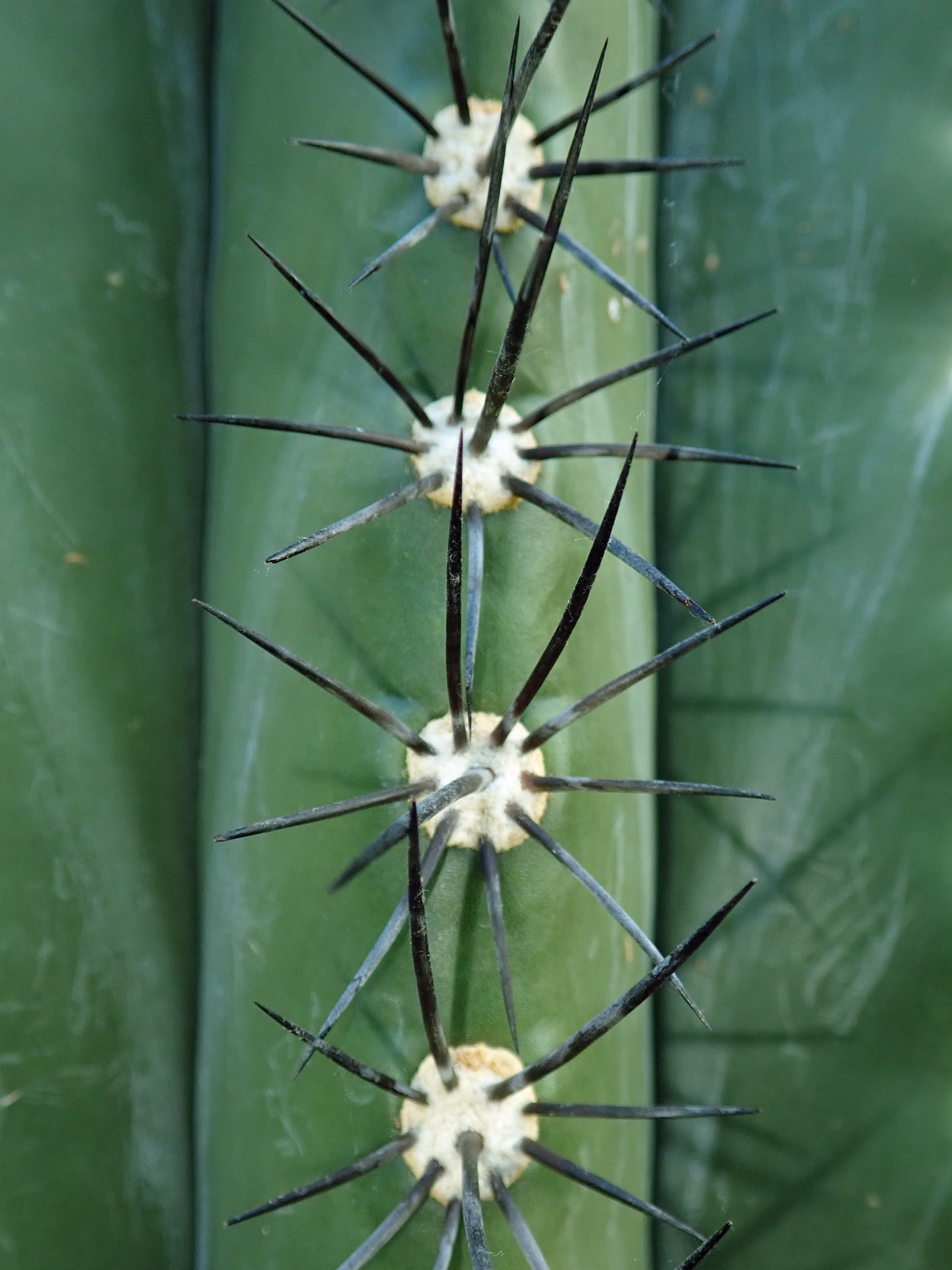
Detalles de las espinas
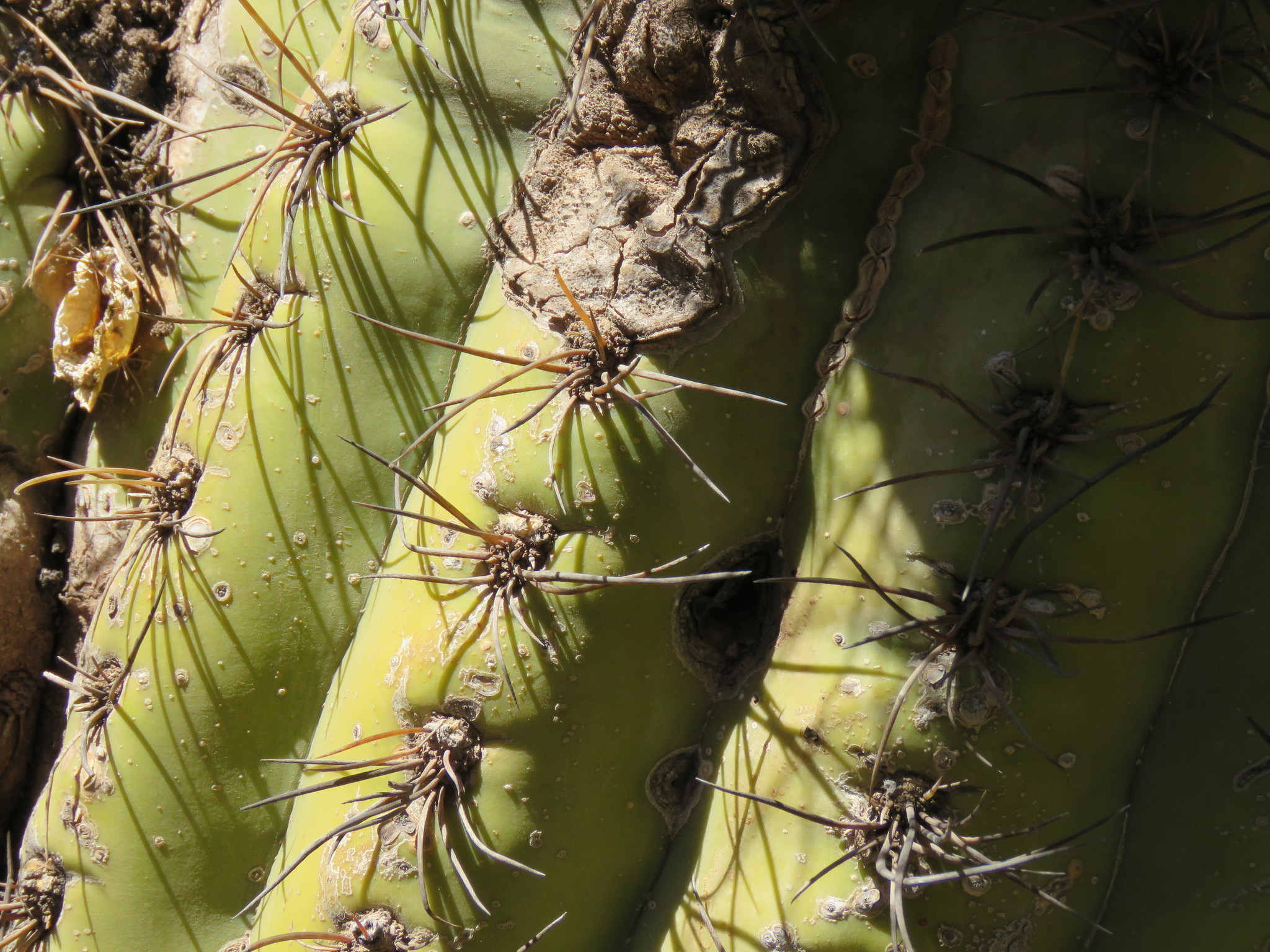
Detalle de las espinas